# Jakob Goldschmidt

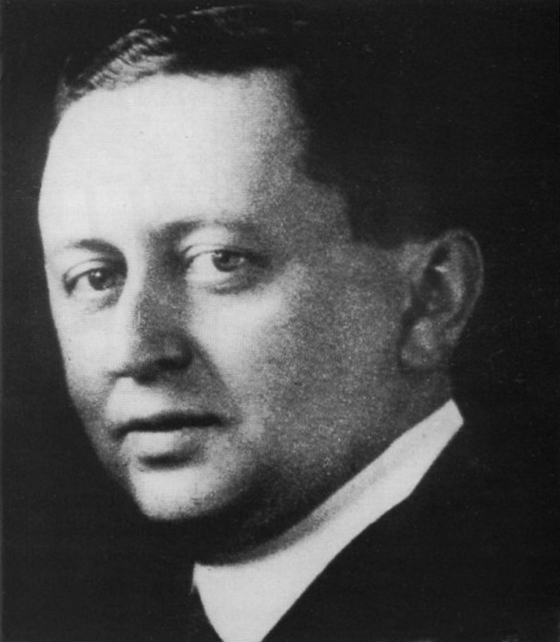
Jakob Goldschmidt (um 1925)

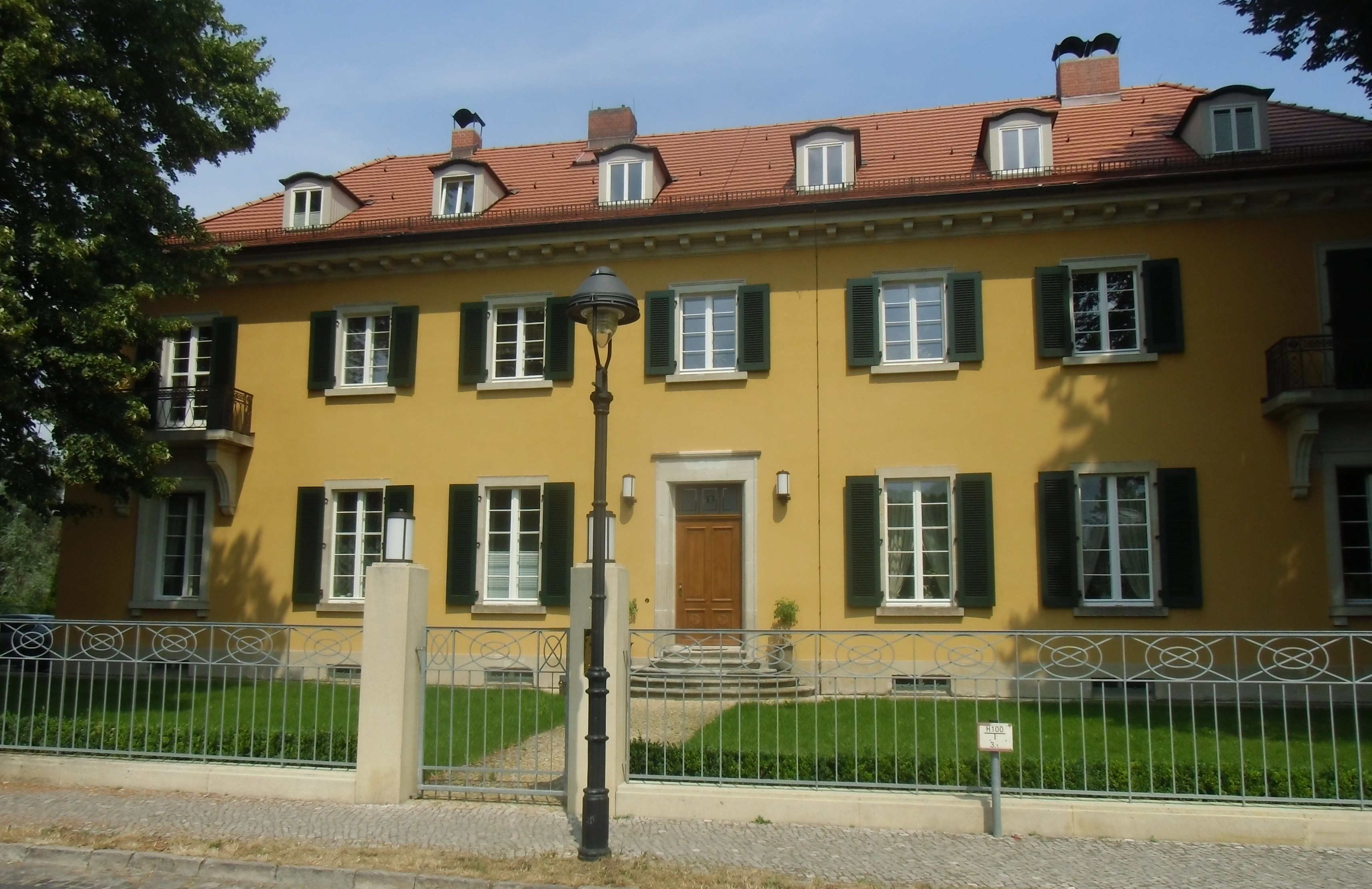
Denkmalgeschützte
Villa Goldschmidt, Virchowstraße 43

Jakob Goldschmidt, (auch Jacob Goldschmidt) (* 31. Dezember 1882 in Eldagsen; † 23. September 1955 in New York) war ein Berliner deutsch-jüdischer Bankier und Kunstsammler.

## Leben
Sein Vater, Markus Goldschmidt ein Manufakturwarenhändler in Eldagsen, und seine Mutter Lina, eine geborene Bacharach, hatten sechs Kinder, darunter Jakob. Er besuchte in Kassel zuerst die jüdische Volksschule und danach das Gymnasium, welches er 1889 mit der Untersekundarreife beendete.

## Karriere
Das Bankgeschäft lernte Goldschmidt bei Hirsch Oppenheimer in Hannover. 1907 wechselte er zur Nationalbank für Deutschland nach Berlin.
Goldschmidt gründete 1909 gemeinsam mit Julius Schwarz die Privatbank Schwarz, Goldschmidt & Co. (kurz „Schwagold“ genannt). Auf Vorschlag der Bankiers Carl Hagen und Louis Hagen, beide Teilhaber des Bankhaus A. Levy & Co., wurde dieser 1918 Mitglied des Direktoriums der Nationalbank für Deutschland. Diese fusionierte 1922 mit der Darmstädter Bank für Handel und Industrie zur Darmstädter und Nationalbank (Danat-Bank), deren alleinhaftender Gesellschafter er wurde. Als einer der dynamischsten und unkonventionellsten Großbankiers seiner Zeit besaß Goldschmidt bis zu 123 Aufsichtsratsmandate, u. a. in der 1917 gegründeten Ufa und der I.G. Farben (1931–1932).
Bei der Danat-Bank verdrängte Goldschmidt den konservativer agierenden Hjalmar Schacht, der aufgrund von Differenzen mit Goldschmidt 1923 die Bank verließ und im selben Jahr Reichsbankpräsident wurde.
1931 wurde die Danat-Bank nach Kreditausfällen infolge von Bilanzfälschungen der Norddeutschen Wollkämmerei & Kammgarnspinnerei und Spekulationsverlusten der Danat-Bank, die Goldschmidt zu verantworten hatte, zahlungsunfähig. Im Anschluss daran geriet das gesamte deutsche Bankenwesen in eine tiefe Krise und Goldschmidt verlor seinen Posten als Vorstandsvorsitzender der Danat-Bank.
1933 verlor er seine Neubabelsberger Privatvilla am Griebnitzsee in der Virchowstr. 43. Unter Beibehaltung seines Berliner Wohnsitzes in der Hitzigstr. 7 zog er in die Schweiz und emigrierte 1934 in die USA. Dort hatte er noch einige Aufsichtsratsmandate inne: Birdsboro Steel Foundry & Machine Company, Manitoba Sugar Company, Pierce Governor Company, Tennessee Copper Company, Deposit Courier Company.

## Sonstiges Engagement
In den 1920er Jahren trat er der Gesellschaft der Freunde bei.
Goldschmidt war bereits seit 1928 als Schatzmeister und dann von 1930 bis 1933 Senator der Kaiser-Wilhelm-Gesellschaft und Mitglied des Initiativkomitees der deutschsprachigen Encyclopaedia Judaica. Er finanzierte den Ankauf von Vincent van Goghs Gemälde Garten von Daubigny durch die Nationalgalerie Berlin und stiftete 1927 zur Erinnerung an seine Frau das Sophie Goldschmidt-Mädchenheim.
Ebenfalls 1927 erhielt er die Ehrendoktorwürde der Universitäten von Heidelberg und Berlin.

## Klage auf Entschädigung und Wiedergutmachung
Im Jahr 1953 scheiterte Goldschmidt mit einer Klage auf Entschädigung von 5,3 Millionen Deutsche Mark zunächst gegen die Dresdner Bank und dann auf Wiedergutmachung gegen die Bundesrepublik Deutschland. Das Landgericht Berlin wies seine Klage gegen den Staat ab, da

„in diesem Verfahren in Wahrheit gar nicht die Wiedergutmachung nationalsozialistischen Unrechts begehrt wurde […], denn Goldschmidt hatte durch seine überaus gewagten Investitionen den Zusammenbruch der Danat-Bank herbeigeführt […]; dieser signalisierte den Beginn der großen Wirtschaftskrise in Deutschland, die letztlich Hitler den Weg ebnete. [...] Die Rückerstattungsgesetze sind nicht dazu erlassen, Vermögensverluste, die mit dem Dritten Reich nichts zu tun hatten, auf Kosten des Steuerzahlers wiedergutzumachen.“

## Restitutionsansprüche auf seine 1941 von den Nazis versteigerte Kunstsammlung
1962 gab ein Gericht in Arnheim, Niederlande, der Restitutionsklage seines Sohnes Alfred Erwin Goldschmidt, New York, statt, wonach die ehemals in seinem Besitz befindliche Honore Daumier Bronzestatue Ratiapil, die sich im Zeitpunkt des Restitutionsanspruchs in einem Museum in Köln befand, zurückzugeben ist. Goldschmidt hatte bei seiner Flucht 1933 seine umfangreiche Kunstsammlung zurücklassen müssen, die die Nationalsozialisten 1941 auf einer Auktion veräußerten, die Daumierstatue an einen niederländischen Kunstsammler, der sie dem Kölner Museum lieh.
Im Januar 2023 restituierte die Stiftung Preußischer Kulturbesitz eine Statuette einer Maria Lactans (stillende Maria) aus dem 16. Jahrhundert an die Erben Goldschmidts. Die Statue war 1936 für die Königlichen Museen zu Berlin erworben worden und befand sich seit 1993 als Leihgabe im Museum Ulm.

## Familie
Goldschmidt hatte mehrere Geschwister, ein Bruder war Julius Goldschmidt (1884–1936), der ADREMA-Adressiermaschinenfabrikant. Jakob war verheiratet mit Sophie, geb. Joseph. Aus der Ehe stammt ein Sohn, Alfred Erwin.